# Paus Leo VI
Leo VI (Rome, geboortedatum onbekend - aldaar, februari 929) was paus van juni 928 tot februari 929. Hij was de zoon van Christoforus, een hoog ambtenaar bij de paus. De invloed van Marozia bij zijn verkiezing is onduidelijk.
Als paus keurde hij de besluiten goed van de synode van Spalato (926) en verleende het pallium aan de aartsbisschop van Spalato, waardoor alle bisschoppen van Dalmatië hem dienden te gehoorzamen. Verder is weinig bekend over zijn pontificaat.
Cursief: tegenpaus